# Callicebus vieirai
El titi de Vieira (Callicebus vieirai) es una especie de primate platirrino de la familia Pitheciidae que habita en Brasil. La especie fue descrita en 2012 y su nombre se asignó en honor al mastozoólogo brasilero Carlos Octaviano da Cunha Vieira (1897‑1958).

## Distribución
Los especímenes en los cuales se basó la descripción de la especie se colectaron en los estados brasileros de Mato Grosso y Pará, extensas regiones al centro y norte del país.

## Hábitat
Habita en regiones de selva tropical con vegetación densa, con árboles con promedio de 20 metros.

## Descripción
Es un tití de tamaño mediano con alrededor de un kg de peso con un pelaje de color gris-marrón pálido acentuado en la corona, dorso y las superficies extensoras de los miembros y la cola. Se distingue de las otras especies por la coloración blanca de la frente y barba en contraste con el tinte más obscuro del rostro.

## Conservación
En las últimas décadas el área de distribución de la especie es objeto de fuerte intervención humana, dada principalmente por deforestación de grandes áreas destinadas a la agricultura y la construcción de grandes proyectos hidroeléctricos en la cuenca fluvial que recorre la región.